# QBZ-95
QBZ-95 ili Type 95 (kin. 95式自动步枪; pinyin: 95 Shì Zìdòng Bùqiāng) je kineska automatska puška bullpup konfiguracije koju proizvode Arsenal 266 i Arsenal 267 (unutar domaće vojne industrije Norinco) za potrebe Narodno-oslobodilačke armije Kine, paravojnih policijskih snaga te drugih službi za provođenje zakona. Oružje koristi streljivo domaćeg razvoja 5,8×42 mm DBP87 a osim standardne jurišne inačice, postoje i karabinski modeli te puškomitraljezi temeljeni na QBZ-95.

## Povijest
Krajem 1980-ih godina dolazi do otvaranja Kine prema Zapadu i tada polagano nastaju promjene u samoj kineskoj vojsci. Njihova domaća vojna industrija se počinje razvijati što se počinje odražavati i na sam vojno-proizvodni program. Jedan od tih programa bio je i razvoj nove generacije pješačkog naoružanja. Do tog razdoblja korišteni su derivati sovjetskog Kalašnjikova, odnosno Type 56 i Type 81.
S tim ciljem, kineski vojni vrh je napravio radikalni zaokret u usvajanju potpuno novog kalibra 5,8×42 mm (pod nazivom DPB87) kao osnovno streljivo pješaštva. Prema njihovim tvrdnjama, ovo zrno ima bolja balistička svojstva i probojnu moć u odnosu na sovjetski 5,45×39 mm i NATO standard 5,56×45 mm. Čim su završena testiranja novog streljiva, započelo se s razvojem čitave obitelji oružja u novom kalibru. Ta uloga je dodijeljena domaćem vojno-tehnološkom gigantu Norinco. Tu obitelj čine jurišna puška QBZ-95 (Type 95), njezina karabinska inačica QBZ-95B, puškomitraljez QBB-95 te poluautomatska snajperska puška QBU-88 (Type 88). Najmlađi članovi ove obitelji su puškomitraljez QJY-88 te novija jurišna puška QBZ-03 koji su uvedeni u operativnu primjenu početkom 21. stoljeća.
Novi bullpup dizajn omogućava veću preciznost i manju težinu oružja dok s druge strane postoje ograničenja koja uključuju ergonomske probleme u rukovanju sa streljivom te pucanje iz ležećeg stava.
Nakon što je 1997. godine Hong Kong vraćen matici Kini od strane Velike Britanije, Hong Kong je dobio apsolutnu samostalnost osim vojske i vanjske politike. Upravo je garnizon kineske narodno-oslobodilačke armije koji je smješten na tom području, bio prvi opremljen novom automatskom puškom.

## QBZ-95
Do pojave ove automatske puške, kineska vojska je koristila Type 81 koji je uskoro zamijenjen svojim bullpup nasljednikom dok je velika količina kalašnjikovljevog derivata transferirana agencijama za provedbu zakona. Pomoću bullpup konfiguracije (konfiguracija kod koje je okvir smješten iza mehanizma za okidanje) se dobilo kraće oružje bez skraćivanja cijeva. Vizualno, puška je slična francuskom Famasu.
Kućište ili sanduk je napravljen od polimera s integriranom ručkom za nošenje, smještenom s gornje strane. Također, ručka može poslužiti i kao nosač za dnevni ili noćni optički nišan. U samu ručku je ugrađen zadnji čelićni nišan dok je prednji smješten na kućištu. Riječ je o standardnim nišanima otvorenog tipa s gradacijom od 100 do 500 metara. Ispod same ručke nalazi se ručica za repetiranje.
Selektor paljbe je smješten na kućištu iza okvira te ima mogućnost pojedinačne i rafalne paljbe. Puška radi po principu pozajmice barutnih plinova koji je lociran iznad cijevi s obrtnim zatvaračem. QBZ-95 koristi okvire kapaciteta 30 metaka s utvrđivačem postavljenim odmah iza okvira i sličan je sustavu kojeg koristi AK-47. Izvozna inačica QBZ-97 (Type 97) koristi streljivo kalibra 5,56×45 mm ali koristi drugačiji usadnik okvira kako bi bila kompatibilna s okvirima NATO standarda.
Otvor za izbacivanje čahura je smješten s desne strane te se zbog toga puška ne može koristiti s lijevog ramena. Cijev puške je slobodna čime se dobiva mogućnost ispaljivanja tromblona bez postavljanja tromblonskog nastavka. Također, postoji i mogućnost postavljanja podcijevnog bacača granata QLG91B (Type 91B). Riječ je o 35 mm bacaču dužine 310 mm.

## Inačice
- QBZ-95 (Type 95): osnovna inačica koja koristi streljivo kalibra 5,8×42 mm.
  - QBZ-97 (Type 97): inačica namijenjena stranom tržištu a koristi NATO streljivo kalibra 5,56×45 mm.
- QBZ-95B: karabinska inačica s kraćom cijevi i manjom težinom. Karabinska verzija nema mogućnost ispaljivanja tromblona niti postavljanja bajuneta radi skraćene cijevi.
- QBZ-03 (Type 03): ovaj model odstupa od svojeg izvornog prethodnika (Type 95) jer nije stvoren u bullpup konfiguraciji. Kao osnova za njegovu izradu, korišten je Type 87-1, jedna od inačica Type 81 a ustvari eksperimentalna automatska puška koja je korištena kako bi se na njoj razvijalo i testiralo kinesko streljivo kalibra 5.8×42mm DBP87. Na njemu su izvršene unutarnje i vanjske modifikacije. Razlog za uvođenjem ovog modela bile su neslužbene informacije kako kineska vojska nije u potpunosti zadovoljna s Type 95 zbog težeg prilagođavanja vojnika na novo oružje.
- QBB-95: puškomitraljez temeljen na automatskoj pušci QBZ-95.

## Korisnici
- NR Kina: kineska narodno-oslobodilačka vojska.[3][6]
- Bangladeš: specijalne snage bangladeške vojske.[1]
- Kambodža:[6] specijalne snage kambodžanske vojske.[1]
- Laos: laoške oružane snage.[7]
- Mjanmar:[6] u službi mijanmarske vojske[1] je izvozna inačica koja koristi NATO streljivo kalibra 5,56 mm.[8]
- Pakistan: specijalne snage pakistanske vojske.[1]
- Sudan:[6][1] sudanske oružane snage u svojem arsenalu imaju velik broj kineskog naoružanja i borbenih vozila.[9] Nakon mnogo godina, lokalna vojna industrija MIC (Military Industry Corporation of Sudan) je započela s programom naoružanja svojih vojnika modernom vojnom opremom pod nazivom Kombo.[9] U njega je uključena izvozna inačica QBZ-97 koja koristi NATO streljivo kalibra 5,56 mm te veće STANAG okvire.[9]
- Šri Lanka:[6] specijalne snage šrilankanske vojske.[1]

## Vidjeti također
- Type 56
- Type 81

## Vanjske poveznice
- Kinesko savremeno pješadijsko naoružanje  Arhivirana inačica izvorne stranice od 6. ožujka 2016. (Wayback Machine)